# دافيد سيمولاي
دافيد سيمولاي (بالإيطالية: Davide Cimolai)‏ (و. 1989  م) هو راكب دراجة هوائية إيطالي، ولد في بوردينوني، شارك في طواف إسبانيا، وسباق طواف فرنسا 2013، وطواف فرنسا، وسباق طواف فرنسا 2017.

## سباقات أو مراحل فاز بها
| التاريخ        | السباق                                                | المركز                      |
| -------------- | ----------------------------------------------------- | --------------------------- |
| 01 يناير 2013  | 2013 Trofeo Platja de Muro                            |                             |
| 24 أغسطس 2014  | طواف فاتينفول 2014                                    | السابع في التصنيف العام     |
| 19 فبراير 2015 | تروفيو لايقويليا 2015                                 | الفائز في التصنيف العام     |
| 22 مارس 2015   | ميلان-سان ريمو 2015                                   | الثامن في التصنيف العام     |
| 23 أغسطس 2015  | طواف فاتينفول 2015                                    | المرتبة 11 في التصنيف العام |
| 02 أبريل 2017  | لا رو تورانجيل 2017                                   | الخامس في التصنيف العام     |
| 10 أبريل 2018  | باريس-كاممبير 2018                                    | السادس في التصنيف العام     |
| 12 أغسطس 2018  | سباق الطريق لنخبة الرجال - بطولة أوروبا للدراجات 2018 | الخامس في التصنيف العام     |
| 17 فبراير 2019 | تروفيو لايقويليا 2019                                 | العاشر في التصنيف العام     |
| 19 مارس 2019   | تيرينو أدرياتيكو 2019                                 | العاشر في تصنيف النقاط      |
| 27 أبريل 2019  | فولتا كاستيلا ليون 2019                               | الفائز في التصنيف العام     |

## روابط خارجية
- دافيد سيمولاي على موقع الاتحاد الدولي للدراجات (الإنجليزية)
- دافيد سيمولاي على موقع أرشيف الدراجات (الإنجليزية)
- دافيد سيمولاي على موقع إحصائيات الدراجات الإحترافية (الإنجليزية)
- دافيد سيمولاي على موقع نسبة الدراجات (الإنجليزية)
- دافيد سيمولاي على موقع CycleBase (الإنجليزية)